# Beiträge zur Kenntniss des Russischen Reiches

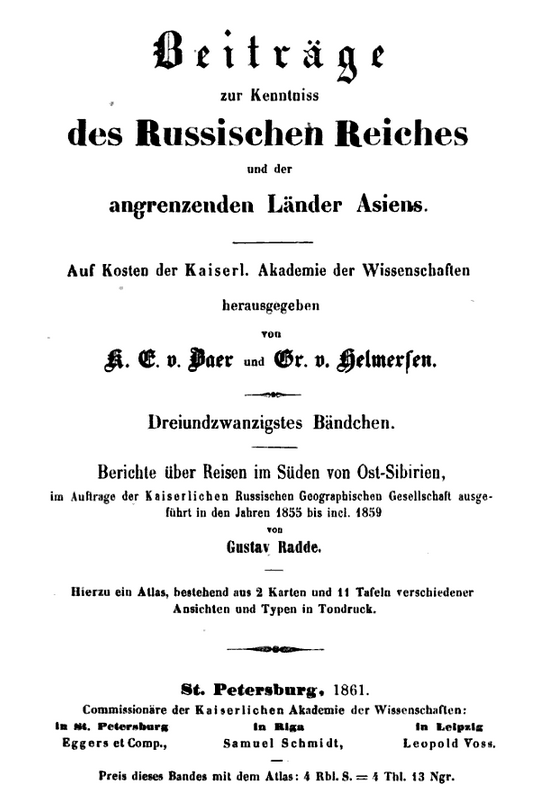
Titelseite von Band 23 (St. Petersburg, 1861)

Beiträge zur Kenntniss des Russischen Reiches und der angränzenden Länder Asiens war ein deutschsprachiges wissenschaftliches Periodikum, das von der Kaiserlichen Akademie der Wissenschaften in Sankt Petersburg in Russland veröffentlicht wurde. Zu den Herausgebern gehörten Karl Ernst von Baer und Gregor von Helmersen. Die Beiträge erschienen in vier Folgen von 1839 bis 1896. Die insgesamt 45 Bände umfassende Reihe gilt als die erste naturwissenschaftliche Bücherreihe Russlands.
Zu den beitragenden bzw. in den Titeln genannten Personen der Reihe zählen (in alphabetischer Reihenfolge):
H. Abich,
Adelung,
Antipow,
Karl Ernst von Baer,
Theodor Friedr. Jul. Basiner,
V. Bianchi,
A. Bode,
Johann Friedrich von Brandt,
A. D. Brylkin,
Eugen Büchner,
F. A. Buhse,
K. von Dittmar,
E. Eichwald,
P. v. Glehn,
Gerstfeldt,
Jules de Hagemeister,
Gregor von Helmersen,
Ernst Hofmann,
A. Karpinski,
Fr. Th. Köppen,
P. v. Koeppen,
Alexander Lehmann,
Baron Gerhard Maydell,
K. Meinshausen,
A. Th. v. Middendorff,
Nöschel,
R. Pacht,
W. Petersen‚
Theodor Pleske,
M. Pogodin,
I. Poljakow,
Gustav Radde,
Fr. Schmidt,
Leopold von Schrenck,
Franz Teetzmann,
Graf D. A. Tolstoi,
Andreas Warelius,
Wesselowsky,
Wlangali,
F. v. Wrangel u. a.

## 1. Folge (1.1839 – 26.1871)
- 1.1839 Wrangell’s Nachrichten über die Russischen Besitzungen an der Nordwestküste von Amerika
- 2.1839 Nachrichten über Chiwa, Buchara, Chokand und den nordwestlichen Theil des chinesischen Staates gessammelt General-major Gens
- 3.1839 Sur les Ressources territoriales et commerciales de l'Asie occidentale, par Jules de Hagemeister (in Französisch)
- 4.1841 gemischten Inhalts (u. a. Adelung über die alten Karten Russlands)
- 5.1841 Helmersen’s Reise nach dem Ural und der Kirgisensteppe, in den Jahren 1833 und 1835. Erste Abtheilung
- 6.1843 Helmersen’s Reise nach dem Ural und der Kirgisensteppe, in den Jahren 1833 und 1835. Zweiter Theil
- 7.1845 Nachrichten aus Sibirien und der Kirgisen-Steppe. Gesammelt oder herausgegeben von K. E. v. Baer
- 8.1843 (sic! nach Titelblatt) gemischten Inhalts (u. a. Adelung)
  - I. Neuer Beitrag zur Geognosie Esthlands und Finnlands. Von Herrn Staatsrath E. Eichwald. Hierzu Taf. I–III - S. 1–138
  - II. Ueber die Obolen und den silurischen Sandstein von Esthland und Schweden. Von demselben. Hierzu Taf. IV - S. 139–156
  - III. Ueber das Seifengebirge des Ural und seine organischen Einschlüsse. Von demselben - S. 157–185
  - IV. Bericht über die ornithologischen Ergebnisse der naturhistorischen Reise nach Lappland, während des Sommers 1840. Von dem Prof. A. Th. v. Middendorff - S. 187–258
  - V. Nachtrag des Herausgebers. Hierzu Taf. V - S. 259–272.
- 9.1845 Kurzer Bericht über wissenschaftliche Arbeiten und Reisen, welche zur nähern Kenntniss des Russischen Reichs in Bezug auf seine Topographie, physische Beschaffenheit, seine Naturproducte, den Zustand seiner Bewohner u. s. w. in der letzten Zeit ausgeführt, fortgesetzt oder eingeleitet sind
- 10.1844 Nestor, eine historisch kritische Untersuchung über den Anfang der russischen Chroniken, M. Pogodin, Professor der Russischen Geschichte an der Moskau’schen Universität
- 11.1845 gemischten Inhalts
  - I. Ueber einige Landes-Verhältnisse der Gegend zwischen dem Untern-Dnjepr und dem Asow’schen Meere. Von P. Koeppen
  - II. Ueber die Südrussischen Steppen und über die darin im Taurischen Gouvernement belegenen Besitzungen des Herzogs von Anhalt-Köthen. Von Franz Teetzmann
  - III. Bericht über einen Abstecher durch das Innere von Lappland, während der Sommer-Expedition, im Jahre 1840. Von A. Th. von Middendorff
- 12.1847 Reise nach den Goldwäschen Ostsibiriens Von Ernst Hofmann
- 13.1849 gemischten Inhalts
  - I. Kurzer Bericht über eine im J. 1846 von St. Petersburg nach Kasan, Wjatka und Wologda gemachte Reise, vom Akademiker Köppen - S. 1
  - II. Die Besteigung des Ararat am 29. Juli 1845 durch H. Abich - S. 41
  - III. Beiträge zur Kenntniss Finnlands in ethnographischer Bezie hung von Andreas Warelius - S. 73
  - IV. Bergreise von Gilan nach Asterabad, von F. A. Buhse - S. 215
- 14.1846 Reise nach dem Altai, im Jahre 1834 ausgeführt von G. von Helmersen
- 15.1848 Naturwissenschaftliche Reise durch die Kirgisensteppe nach Chiwa. Von Theodor Friedr. Jul. Basiner
- 16.1872 Peters des Grossen Verdienste um die Erweiterung der geographischen Kenntnisse. Von K. E. v. Baer
- 17.1852 Alexander Lehmann’s Reise nach Buchara und Samarkand in den Jahren 1841 und 1842. Nach den hinterlassenen Schriften
- 18.1856 gemischten Inhalts
  - I. Bode : Verbreitungs-Gränzen der wichtigsten Holzgewächse des Europäischen Russlands. Mit einem Vorwort von K. E. v. Baer - S. 1.
  - II. Bode : Beitrag zur Würdigung der Forstwirthschaft in Russland - S. 79.
  - III. Baer : Die uralte Waldlosigkeit der Südrussischen Steppe - S. 109.
  - IV. Nöschel: Bemerkungen über die naturhistorischen, insbesondere die geognostisch-hydrographischen Verhältnisse der Steppe zwischen den Flüssen Or und Turgai, Kumak und Syr-Darja - S. 117.
  - V. Wesselowsky : Tabellen über mittlere Temperaturen im Russischen Reiche - S. 197.
- 19.1854 Notizen, gesammelt auf einer Forstreise durch einen Theil des Europäischen Russlands, von A. Bode
- 20.1856 Wlangali’s Reise nach der östlichen Kirgisen-Steppe
- 21.1858 Geognostische Untersuchungen den mittleren Gouvernements Russlands, zwischen der Düna und Wolga, in den Jahren 1850 und 1853, ausgeführt von G. v. Helmersen und R. Pacht
- 22.1861 Charakter der Erzführung und Zustand des Bergbaus im Ural, von Antipow, Berg-Ingenieur-Stabs-Capitän
- 23.1861 Berichte über Reisen im Süden von Ost-Sibirien im Auftrage der Kaiserlichen Russischen Geographischen Gesellschaft ausgeführt in den Jahren 1855 bis incl. 1859 von Gustav Radde
  - 23.1
  - 23.2 (ab S. 241 = 2. Abschnitt)
- 24.1864 gemischten Inhalts
  - I. Der Peipus-See und die obere Narova, von Gr. von Helmersen - S. 1
  - II. Die Geologie in Russland von Gr. von Helmersen - S. 89
  - III. Der Verkehr Russlands mit Westasien, von Gerstfeldt - S. 161
- 25.1868 Fr. Schmidt’s, P. v. Glehn’s und A. D. Brylkins Reisen im Gebiete des Amurstromes und auf der Insel Sachalin
- 26.1871 Nachrichten über das Wilui-Gebiet in Ostsibirien gesammelt und zusammengestellt von K. Meinshausen

## 2. Folge (1.1879 – 9.1886)
- 1.1879 Bericht über die Fortschritte der zoologischen Wissenschaften 1831–1879 von Johann Friedrich Brandt
- 2.1879 Die Vögel des Kreises Uman im Gouvernement Kiew mit bes. Rücksicht auf ihre Zugverhältnisse und ihr Brutgeschäft von Hermann Goebel
- 3.1880 Die schädlichen Insekten Russland’s von Fr. Th. Köppen
- 4.1881 gemischten Inhalts
  - I. Fr. Th. Köppen, Zur Verbreitung des Xanthium spinosum - S. 1
  - II. Eugen Büchner und Theodor Pleske, Beiträge zur Ornithologie des St. Petersburger Gouvernements - S. 53
  - III. Fr. Th. Köppen, Ueber einige in Russland vorkommende giftige und vermeintlich giftige Arachniden - S. 179
- 5.1882 Physico-geografische Beobachtungen im Olonezer Bergrevier
- 6.1883
  - I. Fr. Th. Köppen, Das Fehlen des Eichhörnchens und das Vorhandensein des Rehs und des Edelhirsches in der Krim
  - II. Fr. Th. Köppen, Nachschrift zum Aufsatze: «Das Fehlen des Eichhörnchens etc. in der Krim», enthaltend einige weitere Nachträge und Berichtigungen
  - III. Fr. Th. Köppen, Die Verbreitung des Elenthiers im europäischen Russland, mit besonderer Berücksichtigung einer in den fünfziger Jahren begonnenen Massenwanderung desselben. Nebst einem Anhange, enthaltend: Das vermeintliche Vorkommen des Bison im Gouvernement Nishnij-Nowgorod
  - IV. Fr. Th. Köppen, Notiz über die Rückwanderung der Dreissena polymorpha Pall. Nebst einem Anhange: Ueber künstliche Verpflanzung der Flusskrebse in Russland
  - V. Fr. Schmidt, Einige Bemerkungen zu Prof. A. E. Nordenskjöld’s Reisewerk: Die Umsegelung Asien’s und Europa’s auf der Vega, 1878–1880. (Deutsche Ausgabe, Leipzig bei Brockhaus 1881–1882.) Mit besonderer Beziehung auf die Geschichte der Russischen Entdeckungsreisen im und am Sibirischen Eismeer
- 7.1884 Übersicht über die Vögel und Säugethiere der Kola-Halbinsel von Theodor Pleske 1. Teil: Säugethiere
- 8.1885 gemischten Inhalts
  - I. Graf D. A. Tolstoi. Ein Blick auf das Unterrichtswesen Russland’s im XVIII. Jahrhundert bis 1782. - S. 1
  - II. I. Poljakow. Anthropologisches und Prähistorisches aus verschiedenen Theilen des Europäischen Russland’s - S. 127
- 9.1886 Übersicht über die Vögel und Säugethiere der Kola-Halbinsel von Theodor Pleske 2. Teil: Vögel und Nachträge

## 3. Folge (1.1886 – 8.1900)
- 1.1886 Das akademische Gymnasium und die akademische Universität von Graf D. A. Tolstoi
- 2.1887 gemischten Inhalts
  - I. Eug. Büchner, Die Vögel des St. Petersburger Gouvernements - S. 1
  - II. Graf D. A. Tolstoi, Die Stadtschulen während der Regierung der Kaiserin Katharina II. - S. 151
- 3.1887 Expedition nach den Neusibirischen Inseln im Jana-Lande
- 4.1888 gemischten Inhalts
  - I. W. Petersen‚ Die Lepidopteren-Fauna des arktischen Gebietes von Europa und die Eiszeit
  - II. A. Karpinski, Uebersicht der physiko-geographischen Verhältnisse des Europäischen Russlands während der verflossenen geologischen Perioden.
  - III. V. Bianchi, Biologische Notizen über die im Sommer 1884 bei Uschaki (Gouvernement Nowgorod) beobachteten Vögel
- 5.1888 Fr. Th. Köppen, Geographische Verbreitung der Holzgewächse des europäischen Russlands und des Kaukasus. 1. Theil
- 6.1889 Fr. Th. Köppen, Geographische Verbreitung der Holzgewächse des europäischen Russlands und des Kaukasus. 2. Theil
- 7.1890 K. von Dittmar: Reisen und Aufenthalt in Kamtschatka in den Jahren 1851–1855 Erster Theil
- 8.1900 K. von Dittmar: Reisen und Aufenthalt in Kamtschatka in den Jahren 1851–1855 Zweiter Theil

## 4. Folge (1.1893 – 2.1896)
- 1.1893 Baron Gerhard Maydell: Reisen und Forschungen im Jakutischen Gebiet Ostsibiriens. Erster Theil
- 2.1896 Baron Gerhard Maydell: Reisen und Forschungen im Jakutischen Gebiet Ostsibiriens. Zweiter Theil